# 多毛君迁子
多毛君迁子（学名：Diospyros lotus var. mollissima）为柿科柿属下的一个变种。

## 扩展阅读
- 維基物種上的相關：多毛君迁子